# Het kindeke van de dood
Het kindeke van de dood is een hoorspel van Willy Berg. De VARA zond het uit op woensdag 5 mei 1976, van 16:03 uur tot 17:00 uur. De regisseur was Ad Löbler.

## Rolbezetting
- Hans Veerman (Freek)
- Gerrie Mantel (Greetje)
- Donald de Marcas (de omroeper)
- Jan Verkoren (de spreker)

## Inhoud
De afschuwelijke machteloosheid van mensen in een situatie van onderdrukking is samengebald tot een dialoog tussen twee jonge mensen, wonend in Amsterdam tijdens de Tweede Wereldoorlog. Het spel doorloopt sprongsgewijs de periode van juni 1943 tot december 1944. Greetje, een meisje van 25 jaar, woont op een eenvoudige kamer, met een tafeltje, een stoel, een bed en een keukentje. Op een dag klopt Freek bij haar aan, een wis- en natuurkundeleraar die heeft meegedaan aan vele sabotageacties tegen de Duitsers. Zijn vrienden zijn gepakt en hij tracht een onderduikadres te vinden. Greetje staat toe dat hij bij haar blijft, opgesloten in deze kamer. De relatie tussen deze twee mensen wordt bepaald door de gebeurtenissen buiten. Greetje blijft hopen op het einde van de oorlog; Freek worstelt met wraakgevoelens en machteloze woede, en  in een latere periode kan hij ook niet meer tegen de grenzeloze verveling op. De meningsverschillen stranden allemaal op de noodzaak dat Freek op die kamer blijft. Een grotere betekenis krijgen hun gesprekken als Greetje haar stelling verdedigt ook van deze gruwelijke tijd iets te willen overhouden (een kind), dat alles tenminste niet voor niets is geweest, en Freek de verschrikkelijke oorlog slechts als verschrikkelijk uit zijn leven zou willen wegduwen…